# Suzuki GSX-R/4
La Suzuki GSX-R/4 è una concept car costruita dalla Suzuki nel 2001. Dotata di carrozzeria roadster, è equipaggiata con il motore da 1300 Cm³ della Suzuki GSX-R Hayabusa, montato in posizione centrale, capace di erogare 173 cavalli. L'idea della Suzuki era di portare in campo automobilistico le innovazioni presenti sulle moto della Casa, infatti il nome deriva dalla Suzuki GSX-R, con il numero 4 per distinguerla dalla sua controparte motociclistica.

## Il contesto
Progettato quale esercizio di stile e dimostrazione di alcune nuove tecnologie, è stata esposta in alcuni saloni dell'auto, ma non ha avuto alcun seguito commerciale.
Tra le sue caratteristiche quella di essere sprovvista di parabrezza, lasciando il compito di riparare un minimo gli occupanti a due piccoli deflettori; l'abitacolo era previsto per due sole persone e non aveva alcuna copertura.